# Revigny-sur-Ornain
Revigny-sur-Ornain település Franciaországban, Meuse megyében. Lakosainak száma 2600 fő (2022. január 1.). Revigny-sur-Ornain Vroil, Brabant-le-Roi, Contrisson, Laimont, Nettancourt, Neuville-sur-Ornain, Rancourt-sur-Ornain és Vassincourt községekkel határos.

## Népesség
A település népessége az elmúlt években az alábbi módon változott:
| Lakosok száma | 3955 | 4054 | 3528 | 3261 | 2981 | 2914 | 2805 | 2802 | 2794 | 2600 |
|               | 1968 | 1982 | 1990 | 2006 | 2013 | 2015 | 2017 | 2019 | 2020 | 2022 |